# والتر مارتي (منافس ألعاب قوى)
والتر مارتي (بالإنجليزية: Walter Marty)‏ هو منافس ألعاب قوى أمريكي، ولد في 15 أغسطس 1910، وتوفي في 24 أبريل 1995.

## روابط خارجية
- والتر مارتي على موقع الاتحاد الدولي لألعاب القوى (الإنجليزية)